# 田布 (齐国)
田布（?—?），戰國初期田齐大夫。
前405年（周威烈王二十一年、鲁穆公十一年、晋烈公十一年、齐宣公五十一年），齐国的掌權者田悼子去世，田氏家族分成田和即位。让田布派项子牛杀害田孫。駐守廪丘（今山东省鄄城县）的田會反齊，以廪丘投靠晉國趙氏的趙籍。田布率軍包围廪丘，田会求援于三晋，魏氏翟角、赵氏孔屑、韩氏𠫑羌前來援救，交战后，齐军战败，损失车辆二千及三万军队。而后又在龙泽交战，击败田布。